# Analog og digital
 "Digital" omdirigeres hertil. For andre betydninger af Digital, se Digital (flertydig).
Analog kommer fra græsk analogos med betydningen tilsvarende, lignende.
Bruges i jura (som f.eks. analoge tilfælde: tilsvarende tilfælde) og lægeligt (som f.eks. analoge medikamenter: tilsvarende medikamenter).
Bruges også om billedlig repræsentation (f.eks. tegning) i modsætning til symbolsk el. digital repræsentation. (f.eks. ord, tal).
Digital kommer af latin digitus, der betyder finger eller tå. Blandt læger vil en digital palpering sige at lægen med fingrene foretager en undersøgelse ved berøring/beføling af undersøgelsesstedet.
Tal eller at tælle (på fingre) er en betydningsændring. Det ses tydeligst i engelsk, hvor digit står for tal, ciffer, og digital betyder beskrevet med tal. I Danmark kom udtrykket i folkemunde med digitaluret i slutningen af 1970'erne, hvor klokkeslettet blev præsenteret med tal i stedet for med visere.
Digital har været brugt i forbindelse med beregninger siden 2. Verdenskrig. Den første brug af adjektivet digital i forbindelse med computere skete i april 1942, hvor George Stibitz (1904-1995), forsker hos Bell Labs, foreslog det i et notat til et møde i en afdeling af Office of Scientific Research and Development (OSRD), der havde til opgave at evaluere forskellige forslag til luftværnskontrol, der skulle bruges mod aksestyrkerne. Stibitz bemærkede, at forslagene faldt i to brede kategorier: analog og puls. I et notat skrevet efter mødet foreslog han, at udtrykket digital blev brugt i stedet for puls, da han mente, at sidstnævnte udtryk ikke var tilstrækkeligt beskrivende for karakteren af de involverede processer.
Inden for elektronikken udgør den digitale elektronik en af hovedgrenene. Den beskæftiger sig med logiske kredsløb, der arbejder i det binære talsystem. Den digitale elektronik dominerer ved sin hurtighed og ved sin høje grad af skalerbarhed, frem for den analoge elektroniksom måske kan vinde på sin højere nøjagtighed.
Med cd'en kom den digitale musik, hvor musikoptagelsens analoge luftbårne lydlige vibrationer er konverteret til talværdier, der er lagret på skiven som data.
Meget kommunikation er i dag digital: Ikke blot internettet og e-mail, men også telefonsystemet er på mange områder digitalt, hvor stemmen ikke overføres som vekselspændinger, men som digitalt kodede pulstog mellem telefon og central (digitale telefoner, ISDN m.m.) og centralerne imellem.